# Emory Tate
Emory Andrew Tate Jr., född 27 december 1958 i Chicago, död 17 oktober 2015 i Milpitas, Kalifornien, var en amerikansk internationell mästare i schack. Stormästaren Maurice Ashley beskrev Tate som "en absolut banbrytare för afroamerikanskt schack".

## Biografi
Emory Andrew Tate Jr. föddes i Chicago, Illinois, den 27 december 1958. Han växte upp i en familj med nio barn. Hans far, Emory Andrew Tate Sr., var advokat. Hans mamma, Emma Cox Tate, drev en lastbilsleasingverksamhet. Tate Jr. lärde sig spela schack som barn. Han tjänstgjorde i United States Air Force som sergeant, där han "utmärkte sig som lingvist".  Tate lärde sig spanska som utbytesstudent i Mexiko. Han valdes ut att delta i "Indiana University Honours Program in Foreign Language, Spanish Division" under sommaren 1975 och tillbringade två månader hos en mexikansk familj.

## Schack
Under 1993 höll Tate schacklektioner för lågstadiebarn i Goshen som en del av ett community school program.
Tates högsta FIDE rating var 2413 (oktober 2006), vilket gjorde honom till den 72:a högst rankade spelaren i USA och bland de 2000 bästa aktiva spelarna i världen. Hans högsta USCF rating var 2508, den 30 december 1996. Han blev internationell mästare 2007, efter att ha tjänat sin tredje norm vid 2006 World Open.
Hans äldre son, Andrew, sa: "Jag såg aldrig att han studera schackböcker, någonsin. Han hatade också schackdatorer och använde dem aldrig. Han bara satte sig ner och spelade."
Tate fick rykte som en kreativ och farlig taktiker i den amerikanska schackkretsen, där han vann omkring 80 turneringsmatcher mot stormästare. Tate vann United States Armed Forces Chess Championship fem gånger. Han vann Indiana State mästerskapet sex gånger (1995, 1996, 2000, 2005, 2006, 2007) och valdes in i Indiana State Chess Hall of Fame 2005. Han vann även delstatsmästerskapet i Alabama 2010. Flygvapenveteranen och 2003 års schackmästare i den amerikanska försvarsmakten Leroy Hill sa: "Alla spelare hade gatunamn. Emorys var 'utomjordisk' eftersom vi tyckte att hans spel inte var av denna världen."

## Privatliv
År 1985 gifte Tate sig med en engelsk kvinna som han fick tre barn med, varav den äldsta är kickboxaren och den kontroversiella influeraren på sociala medier Andrew Tate, född 1 december 1986. Hans bror Tristan som föddes 1988. Paret skilde sig 1997 och Tates ex-fru återvände till Luton, Storbritannien med barnen.

## Död
Den 17 oktober 2015 dog Tate efter en hjärtinfarkt under en turnering i Milpitas, Kalifornien. Efter hans död skrev flera stormästare och internationella mästare hyllningar till honom. 2016 antog Alabama-senaten en resolution "som firar hans liv och arv".